# Emma av Melnik
Emma av Melnik, född före 950, död 1005 eller 1006, var hertiginna av Böhmen, gift med hertig Boleslav II av Böhmen.
Emma kallades "av Melnik" därför att Melnik blev hennes personliga förläning i Böhmen efter vigseln. 
Det finns flera teorier om Emmas ursprung. En teori är att hon var engelsk prinsessa. När Edith av England kom till Tyskland 930 för att gifta sig med Otto I, ska hon ha haft med sig en yngre syster. Det finns en teori om att detta ska ha varit Emma. 
En annan teori föreslår att hon i stället var syster till Otto I:s andra kejsarinna, Adelaide av Burgund. På de mynt där hennes namn förekommer kallas hon Regina (drottning), inte furstinna eller hertiginna, vilket antyder att hennes status före äktenskapet var större än makens. 
Emma var närvarande vid makens dödsbädd år 999. År 1001 lämnade hon Böhmen på grund politiska oroligheter och förde sina söner  i säkerhet till kejsar Henrik II. Detta anses stödja teorin om att hon var syster till Adelaide av Burgund, vilket skulle göra Henrik II till hennes systerson. Hon återvände till Böhmen 1004 och bodde sedan i Melnik fram till sin död.   